# 과산화 나트륨
과산화 나트륨(Sodium peroxide)은 화학식 Na2O2를 갖는 무기 화합물이다. 이 노란 고체는 과도한 산소에 연소되는 나트륨 산물이다. 강염기(强鹽基)이다.

## 준비
4 Na + O
2 → 2 Na
2O
Na
2O + 1⁄2 O
2 → Na
2O
2